# 惠麟
惠麟（1795年—？），字振甫，号迪斋，甘氏，汉军正蓝旗人。
嘉庆丙子（1816年）举人，道光壬辰（1832年）进士。
選授河南临漳县知县，道光二十三年（1843年）任癸卯科河南乡试同考官。

## 家庭及关联
- 高祖甘國墀；
- 曾祖甘士鑛，痒生；
- 祖甘際昌；
- 父甘恪柷；
- 嫡妻鄧氏，继妻张氏；
- 子甘奎秀、毓秀；
- 堂叔書倫，道光壬午进士。